# Araegeus
Araegeus là một chi nhện trong họ Salticidae.